# 國貞克則
國貞 克則（くにさだ かつのり、1961年 - ）は日本の経営コンサルタント。三つの財務諸表を一体化して捉える視点からの著書多数。ピーター・ドラッカーの影響下にあることを公言している経営コンサルタント。

## 人物
1961年 岡山県備前市吉永町生まれ。岡山県立和気閑谷高等学校、東北大学工学部機械工学科卒業。
1983年 神戸製鋼所入社。
1996年 クレアモント大学ピーター・ドラッカー経営大学院でMBA取得。英名：Jack Kuni。
2001年 ボナ・ヴィータ・コーポレーション設立。

## 著作
- 超図解「財務3表のつながり」で見えてくる会計の勘所（ダイヤモンド社）
- 決算書がスラスラわかる 財務3表一体理解法
- 財務3表一体分析法 「経営」がわかる決算書の読み方（ともに朝日新書）
- 超高速財務分析法（原作）[3]